# 九方皋
九方皋（？—？），一作九方湮，春秋时相马家。受伯乐推荐，为秦穆公相马三个月后，回报已得良马，而牝（母马）黄色，在沙邱。秦穆公使人往取，见是牡（公马）而骊（黑）色的，很不中意，于是责问伯乐；伯乐认为，他相马看重内在精华，不求表面，后经验视，果是千里良马。